# Duhaldea
Duhaldea es un género de plantas fanerógamas perteneciente a la familia de las asteráceas. Comprende 19 especies descritas y de estas, solo 12 aceptadas.

## Taxonomía
El género fue descrito por Augustin Pyrame de Candolle y publicado en Prodromus Systematis Naturalis Regni Vegetabilis 5: 366. 1836. La especie tipo es  Duhaldea chinensis (Lour.) DC.	

## Especies aceptadas
A continuación se brinda un listado de las especies del género Duhaldea aceptadas hasta julio de 2012, ordenadas alfabéticamente. Para cada una se indica el nombre binomial seguido del autor, abreviado según las convenciones y usos.
- Duhaldea cappa (Buch.-Ham. ex D.Don) Pruski & Anderb.
- Duhaldea cuspidata (Wall. ex DC.) Anderb.
- Duhaldea forrestii (Anthony) Anderb.
- Duhaldea griffithii (C.B.Clarke) Anderb.
- Duhaldea lanuginosa (C.C.Chang) Anderb.
- Duhaldea latifolia (DC.) Dawar & Qaiser
- Duhaldea nervosa (Wall. ex DC.) Anderb.
- Duhaldea pterocaula (Franch.) Anderb.
- Duhaldea revoluta Anderb.
- Duhaldea rubricaulis (Wall. ex DC.) Anderb.
- Duhaldea simmonsii (C.B.Clarke) Anderb.
- Duhaldea wissmanniana (Hand.-Mazz.) Anderb.